# Gélifiant
Un gélifiant, appelé aussi agent gélifiant, est un agent de texture qui permet de donner aux aliments la consistance d'un gel. 
Il peut s'agir: 
- d'extraits d'os d'animaux (la gélatine) ou
- d'extraits végétaux (pectines, alginates, carraghénanes, agar-agar, amidon).

La réglementation[Laquelle ?] précise que le terme « gélifiant » est réservé aux texturants d'origine végétale. 
Les algues constituent une source importante de gélifiants  : les alginates, les carraghénanes, l'agar-agar. Quant à la pectine, elle est généralement extraite des pommes tandis que l'amidon, présenté sous forme de fécule, peut provenir de plantes très diverses  : maïs, manioc, pomme de terre, etc.
Les texturants d'origine animale sont appelés "gélatine". 
La gélatine utilisée est principalement d'origine porcine. L'origine animale n'est pas à préciser selon la réglementation sauf si l'origine est bovine, dans le cas on retrouve les termes "gélatine de bœuf". 
Les services de la répression des fraudes veillent à l'application stricte des textes réglementaires. 